# Apostolado de San Feliz (El Greco)
El Apostolado de San Feliz, también llamado Apostolado de Oviedo —junto con el Apostolado de la catedral de Toledo y el Apostolado del Museo del Greco,— es uno de los tres apostolados del Greco conservados con mayor integridad. En el presente conjunto falta la imagen del Salvator Mundi, presente en los otros dos apostolados.

## Los apostolados realizados por el Greco y por su taller
A partir de c.1600, el Greco y su taller pintaron varios conjuntos de lienzos representando a los apóstoles, y a Jesús como Salvator Mundi. Llamarlos "apostolados" no es exacto, ya que en todos se eliminó a Matías, reemplazándolo por san Pablo y, en otro, Bartolomé substituye a Lucas el Evangelista. En los conjuntos conservados completos, seis apóstoles aparecen mirando a la derecha, seis a la izquierda, y Jesús siempre aparece en posición frontal, en una actitud de bendición. Ello sugiere la colocación en una habitación rectangular: Cristo ocuparía el testero, y los discípulos —en grupos de seis— estarían en los dos muros laterales.
Se conservan dos apostolados completos: el Apostolado de la catedral de Toledo, y el Apostolado del Museo del Greco, ambos con alguna intervención del taller. El taller también produjo otros apostolados, con cierta intervención del maestro. Estos conjuntos componen los llamados "apostolados menores" y son los siguientes:
- El presente Apostolado de San Feliz, que permanece casi completo —falta el Salvator Mundi— y se considera esencialmente un trabajo del taller.
- El Apostolado de Almadrones, que ha llegado hasta la actualidad incompleto y disperso.
- El llamado Apostolado Arteche, que se halla incompleto, y se considera obra básicamente de taller.
- El llamado Apostolado Henke, que se conserva disperso, y que también cabe considerarlo una obra del taller.

## Iconografía
La iconografía de los apóstoles del Greco se suele representar según tradiciones establecidas siglos antes. Sin embargo, en algunos casos, se suprimen los atributos correspondientes al apóstol representado. Cabe señalar que los apóstoles más importantes visten siempre con los mismos colores y que, cuando hay una diferencia considerable, la obra sea una pieza del taller o de escuela.
Se ha especulado sobre si algunos modelos de estos apóstoles pudieran ser internos del Hospital Nuncio Nuevo, en Toledo, dado el aspecto exaltado de algunas figuras, como el san Bartolomé del Apostolado del Museo del Greco.

## El apostolado de San Feliz
En este conjunto, la intensidad en la comunicación de las emociones, el dominio técnico, la iluminación misteriosa y el color vibrante, son propios de la fase final de la obra del Greco. Las inscripciones con los nombres de los apóstoles —en la parte superior de las pinturas— no son obra del Greco, sino que fueron colocadas en el último tercio del siglo XVIII, con motivo de una restauración. Estos nombres no siempre coinciden con la identidad del personaje representado, y produjeron una gran confusión, porqué sirvieron de base a algunos eruditos para identificar a los apóstoles, en otras obras del Greco..
Los personajes aparecen representados de medio cuerpo, como en el Apostolado de Almadrones o en el Apostolado Henke. La calidad de los lienzos es muy desigual. Algunos, como Santiago el Mayor o san Simón, son mediocres, mientras que otros, como san Andrés, Santiago el Menor, san Pablo, san Pedro y san Tomás, tienen un colorido agradable y una técnica mucho mejor.

## Composición del apostolado de San Feliz
- Estas obras están realizadas con pintura al óleo sobre lienzo;
- Miden de promedio 70 x 53 cm;
- Fecha de realización: ca. 1608-1614;
- Tienen las referencias que van desde X-207 hasta X-218, en el catálogo razonado de obras del Greco, realizado por Harold Wethey.[8]

### San Andrés
- Catálogo de Wethey: X-207

El segundo brazo de la Cruz se ve en la parte inferior izquierda. Este elemento falta en la figura correspondiente del Apostolado Henke. El apóstol viste una túnica azul y unos paños verdes. Es una de las mejores obras de este conjunto.

### Santiago el Mayor
- Catálogo de Wethey: X-208

En la esquina superior derecha aparecen las iniciales delta (Δ) y theta (Θ). La repetición de la tipología y de la postura de este santo en los apostolados de la Catedral de Toledo y del Museo del Greco confirma la identificación de esta figura. La cabeza está pintada de forma muy pesada, diferente a la de las mejores obras de esta serie. También viste una túnica azul y una vestimenta verde. 

### Santiago el Menor
- Catálogo de Wethey: X-209

Las iniciales delta (Δ) y theta (Θ) aparecen a la izquierda. La iconografía és confusa, porqué en la versión del Museo del Greco este santo lleva el bordón de peregrino. Esta expresiva figura lleva una túnica verde y una vestimenta rojo-amarronada. 

### San Juan el Evangelista
- Catálogo de Wethey: X-210

Esta floja pintura corresponde a la misma tipología que la del Apostolado de Almadrones y el de Henke. San Juan viste una túnica verde y paños rosa.

### San Judas Tadeo
- Catálogo de Wethey: X-211

Es una pintura mediocre, en la cual el santo viste una túnica verde y una vestimenta amarilla. 

### Lucas el Evangelista
- Catálogo de Wethey: X-212

- Erróneamente rotulado como "San Simón".

El santo lleva un pincel de pintor y un libro cerrado, mientras que en el Apostolado de la Catedral de Toledo el libro está representado abierto. La iconografía que lo representa con el libro cerrado se repite en un cuadro de la Sociedad Hispánica de América. En este lienzo de Oviedo, el santo viste de verde. Wethey lo considera una obra mediocre.

### San Mateo
- Catálogo de Wethey: X-213

- Erróneamente rotulado como "San Felipe".

El santo viste una túnica verde y una vestimenta rosada, y lleva un libro abierto en la mano izquierda, iconografía que se repite en el conjunto de la Catedral de Toledo, y en el del Museo del Greco. Sin embargo, en estos otros dos conjuntos es visible una pluma en la mano derecha del personaje.

### San Pablo
- Catálogo de Wethey: X-214

Las iniciales delta (Δ) y theta (Θ) aparecen en el hombro derecho. La misma inscripción se repite en el papel que porta el santo en la mano, como en la serie de la Catedral de Toledo, y en la del Museo del Greco. El personaje lleva un vestido rosado sobre una túnica azul, como en las otras dos versiones mencionadas.

### Simón Pedro
- Catálogo de Wethey: X-215

La calidad de este lienzo és mucho mejor que la de otros. El personaje viste de amarillo sobre una túnica azul.

### Felipe el Apóstol
- Catálogo de Wethey: X-216

- Erróneamente rotulado como a "San Mateo".

Las iniciales delta (Δ) y theta (Θ) aparecen a la izquierda, cerca del hombro. La iconografía és idéntica a la del conjunto de la Catedral de Toledo, y a la del Museo del Greco, lo cual permite afirmar que el título del rótulo es erróneo. El personaje viste de amarillo sobre una túnica amarillo-marrón.

### San Simón
- Catálogo de Wethey: X-217

- Erróneamente rotulado como "San Bartolomé".

La iconografía de esta figura, con el libro abierto en el lado izquierdo, es la misma que la de san Simón en todos los apostolados del Greco. El santo viste una túnica azul y un manto amarillo.

### Santo Tomás
Catálogo de Wethey: X-218
Las iniciales delta (Δ) y theta (Θ) aparecen en el hombro derecho. A pesar de que no aparece la escuadra de carpintero, la posición y la tipología coinciden con el de la Catedral de Toledo. La vestimenta marrón tiene un pequeño forro rojo, que marca la transición hacia la túnica azul-morada.

## Procedencia
1. Segundo cuarto del siglo XVIII, adquirido por el asturiano D. Juan Eusebio Díaz de Campomanes;
2. Monasterio de San Vicente, Oviedo ;
3. A principios del siglo XIX, el monje Atilano González Diego;
4. Éste lo lega al Monasterio de San Pelayo (Oviedo);
5. El año 1906 fue comprado por Sr. Antonio Sarri y Oller, Marqués de San Feliz;
6. Entró en el Museo de Bellas Artes de Asturias en 2002, como depósito, a través del Museo Nacional de Escultura.[10]